# Arrhenia
Arrhenia is een geslacht van schimmels behorend tot de familie Hygrophoraceae. De typesoort is Arrhenia auriscalpium. Arrhenia omvat ook soorten die vroeger in de geslachten Leptoglossum en Phaeotellus behoorden. Alle soorten groeien in combinatie met fotosynthetische cryptogamen zoals mossen, waaronder veenmos en algenschuim op rottend hout en bodemkorsten bestaande uit mengsels van dergelijke organismen. Typisch zijn de vruchtlichamen van Arrhenia-soorten grijs tot zwart of zwartbruin en worden ze gepigmenteerd door gemelaniseerde pigmenten op de hyfen aan te brengen.

## Soorten
Volgens Index Fungorum telt het geslacht 70 soorten (peildatum november 2021):
| Soortnaam                                      | Auteur(s)                                                                    | Publicatiejaar |
| ---------------------------------------------- | ---------------------------------------------------------------------------- | -------------- |
| Arrhenia acerosa                               | (Fr.) Kühner                                                                 | 1980           |
| Arrhenia alnetora                              | (Singer) Redhead                                                             | 1984           |
| Arrhenia andina                                | (Corner) Redhead, Lutzoni, Moncalvo & Vilgalys                               | 2002           |
| Arrhenia antarctica                            | (Singer) Redhead, Lutzoni, Moncalvo & Vilgalys                               | 2002           |
| Arrhenia auriscalpium                          | (Fr.) Fr.                                                                    | 1849           |
| Arrhenia australis                             | (Cleland) Grgur.                                                             | 1997           |
| Arrhenia baeospora                             | (Singer) Redhead, Lutzoni, Moncalvo & Vilgalys                               | 2002           |
| Arrhenia chilensis                             | (Mont.) Redhead, Lutzoni, Moncalvo & Vilgalys                                | 2002           |
| Arrhenia chlorocyanea (Blauwgroen trechtertje) | (Pat.) Redhead, Lutzoni, Moncalvo & Vilgalys                                 | 2002           |
| Arrhenia cupularis                             | (Wahlenb.) Fr.                                                               | 1849           |
| Arrhenia cupuliformis                          | Henn.                                                                        | 1895           |
| Arrhenia cyathella                             | (J. Favre & Schweers ex Kuyper) Elborne                                      | 2008           |
| Arrhenia cystidiata                            | Desjardin & B.A. Perry                                                       | 2017           |
| Arrhenia discorosea                            | (Pilát) Zvyagina, A.V. Alexandrova & Bulyonk.                                | 2015           |
| Arrhenia eburnea                               | Barrasa & V.J. Rico                                                          | 2003           |
| Arrhenia elegans                               | (Pers.) Redhead, Lutzoni, Moncalvo & Vilgalys                                | 2002           |
| Arrhenia epichysium                            | (Pers.) Redhead, Lutzoni, Moncalvo & Vilgalys                                | 2002           |
| Arrhenia favrei                                | (Watling) P.-A. Moreau & Courtec.                                            | 2008           |
| Arrhenia fenicola                              | C.R.J. Hay & Thorn                                                           | 2020           |
| Arrhenia fissa                                 | (Leyss.) Redhead                                                             | 1984           |
| Arrhenia fusconigra                            | (P.D. Orton) P.-A. Moreau & Courtec.                                         | 2008           |
| Arrhenia gerardiana                            | (Peck) Elborne                                                               | 2008           |
| Arrhenia glauca                                | (Batsch) Bon & Courtec.                                                      | 1987           |
| Arrhenia griseopallida                         | (Desm.) Watling                                                              | 1989           |
| Arrhenia hohensis                              | (A.H. Sm.) Redhead, Lutzoni, Moncalvo & Vilgalys                             | 2002           |
| Arrhenia juncorum                              | P.-A. Moreau & Corriol                                                       | 2020           |
| Arrhenia kuehneri                              | Blanco-Dios                                                                  | 2019           |
| Arrhenia latispora                             | (J. Favre) Bon & Courtec.                                                    | 1987           |
| Arrhenia leucotricha                           | P.-A. Moreau & Corriol                                                       | 2020           |
| Arrhenia lilacinicolor (Duinmostrechtertje)    | (Bon) P.-A. Moreau & Courtec.                                                | 2008           |
| Arrhenia lobata (Moerasmosoortje)              | (Pers.) Kühner & Lamoure ex Redhead                                          | 1984           |
| Arrhenia lundellii                             | (Pilát) Redhead, Lutzoni, Moncalvo & Vilgalys                                | 2002           |
| Arrhenia luteopallida                          | (Kuyper & Hauskn.) Barrasa & V.J. Rico                                       | 2003           |
| Arrhenia mesopoda                              | Saut.                                                                        | 1876           |
| Arrhenia obatra                                | (J. Favre) Redhead, Lutzoni, Moncalvo & Vilgalys                             | 2002           |
| Arrhenia obscurata                             | (D.A. Reid) Redhead, Lutzoni, Moncalvo & Vilgalys                            | 2002           |
| Arrhenia omnivora                              | (Agerer) Redhead, Lutzoni, Moncalvo & Vilgalys                               | 2002           |
| Arrhenia oniscus                               | (Fr.) Redhead, Lutzoni, Moncalvo & Vilgalys                                  | 2002           |
| Arrhenia parvivelutina                         | (Clémençon & Irlet) Redhead, Lutzoni, Moncalvo & Vilgalys                    | 2002           |
| Arrhenia pauxilla                              | (Clémençon) Redhead, Lutzoni, Moncalvo & Vilgalys                            | 2002           |
| Arrhenia peltigerina                           | (Peck) Redhead, Lutzoni, Moncalvo & Vilgalys                                 | 2002           |
| Arrhenia philonotis                            | (Lasch) Redhead, Lutzoni, Moncalvo & Vilgalys                                | 2002           |
| Arrhenia polycephala                           | (Bres.) E. Ludw.                                                             | 2001           |
| Arrhenia pontevedrana                          | Blanco-Dios                                                                  | 2019           |
| Arrhenia pubescentipes                         | (H.E. Bigelow) Redhead, Lutzoni, Moncalvo & Vilgalys                         | 2002           |
| Arrhenia rainierensis                          | (H.E. Bigelow) Redhead, Lutzoni, Moncalvo & Vilgalys                         | 2002           |
| Arrhenia retiruga (Gerimpeld mosoortje)        | (Bull.) Redhead                                                              | 1984           |
| Arrhenia rickenii (Muurtrechtertje)            | (Hora) Watling                                                               | 1989           |
| Arrhenia rigidipes                             | (Lamoure) Redhead, Lutzoni, Moncalvo & Vilgalys                              | 2002           |
| Arrhenia rustica                               | (Fr.) Redhead, Lutzoni, Moncalvo & Vilgalys                                  | 2002           |
| Arrhenia salina                                | (Høil.) Bon & Courtec.                                                       | 1987           |
| Arrhenia spathulata (Gesteeld mosoortje)       | (Fr.) Redhead                                                                | 1984           |
| Arrhenia sphaerospora                          | (Lamoure) Redhead, Lutzoni, Moncalvo & Vilgalys                              | 2002           |
| Arrhenia sphagnicola                           | (Berk.) Redhead, Lutzoni, Moncalvo & Vilgalys                                | 2002           |
| Arrhenia stercoraria                           | (Barrasa, Esteve-Rav. & Sánchez Nieto) Redhead, Lutzoni, Moncalvo & Vilgalys | 2002           |
| Arrhenia subandina                             | (Singer) P.M. Kirk                                                           | 2014           |
| Arrhenia subandina                             | (Singer) P.M. Kirk & Redhead                                                 | 2014           |
| Arrhenia subglobisemen                         | Corriol                                                                      | 2016           |
| Arrhenia subglobispora                         | (G. Moreno, Heykoop & E. Horak) Redhead, Lutzoni, Moncalvo & Vilgalys        | 2002           |
| Arrhenia subobscura                            | (Singer) Redhead, Lutzoni, Moncalvo & Vilgalys                               | 2002           |
| Arrhenia svalbardensis                         | Gulden, I. Saar & Lücking                                                    | 2020           |
| Arrhenia tabaresiana                           | (Vila & Llimona) Vila                                                        | 2009           |
| Arrhenia tenella                               | (Lam. & DC.) Fr.                                                             | 1849           |
| Arrhenia tillii                                | (Krisai & Noordel.) Krisai & I. Saar                                         | 2020           |
| Arrhenia trigonospora                          | (Lamoure) Redhead, Lutzoni, Moncalvo & Vilgalys                              | 2002           |
| Arrhenia umbratilis                            | (Fr.) Redhead, Lutzoni, Moncalvo & Vilgalys                                  | 2002           |
| Arrhenia velutipes                             | (P.D. Orton) Redhead, Lutzoni, Moncalvo & Vilgalys                           | 2002           |
| Arrhenia violaceoviridis                       | (Courtec.) Courtec.                                                          | 2008           |
| Arrhenia viridimammata                         | (Pilát) Redhead, Lutzoni, Moncalvo & Vilgalys                                | 2002           |
| Arrhenia volkertii                             | (Murrill) Redhead, Lutzoni, Moncalvo & Vilgalys                              | 2002           |